# Gimmick
Gimmick är ett speciellt kännetecken för en viss artist eller skådespelare. Det är ofta en sorts ploj som kan anses vara ett typiskt för artisten. Oftast är det en del i en sorts humor som kännetecknar en person. Det kan ofta röra sig om en speciell replik eller någon rörelse eller liknande.